# La vida privada de mamá
La vida privada de mamá es una obra de teatro de Víctor Ruiz Iriarte estrenada en 1956.

## Argumento
La obra narra la historia de una mujer viuda, con fama de virtuosa pero sobre la que se descubre que durante años coqueteó con hombres, si bien nunca satisfizo sus pretensiones... excepto las del que debía figurar como padre de su hija.

## Representaciones destacadas
- Teatro (Teatro Reina Victoria, Madrid, 3 de octubre de 1956). Estreno.
  - Intérpretes: Tina Gascó, José Bódalo, Gracita Morales, Rafael Alonso, Isabel Osca, Marisa Porcel, Fernando Guillén, Margarita Gil.
- Televisión (Estudio 1, TVE, 22 de noviembre de 1972).
  - Dirección: Pedro Amalio López.
  - Intérpretes: Susana Canales, Fernando Delgado, Pedro Osinaga, Mariano Ozores, Luis Varela.